# Alepes vari
Alepes vari is een  straalvinnige vissensoort uit de familie van horsmakrelen (Carangidae). De wetenschappelijke naam van de soort is voor het eerst geldig gepubliceerd in 1833 door Cuvier, onder de naam Caranx vari.
De soort staat op de Rode Lijst van de IUCN als niet bedreigd, beoordelingsjaar 2009.